# Riserva naturale speciale della Val Sarmassa
La Riserva naturale speciale della Val Sarmassa, istituita nel 1993, è una riserva regionale sita in provincia di Asti, nei comuni di Vinchio, Vaglio Serra e Incisa Scapaccino. Copre una superficie di oltre 200 ettari, ed è compresa tra i 153 ed i 276 metri sul livello del mare di altitudine.

## Fauna

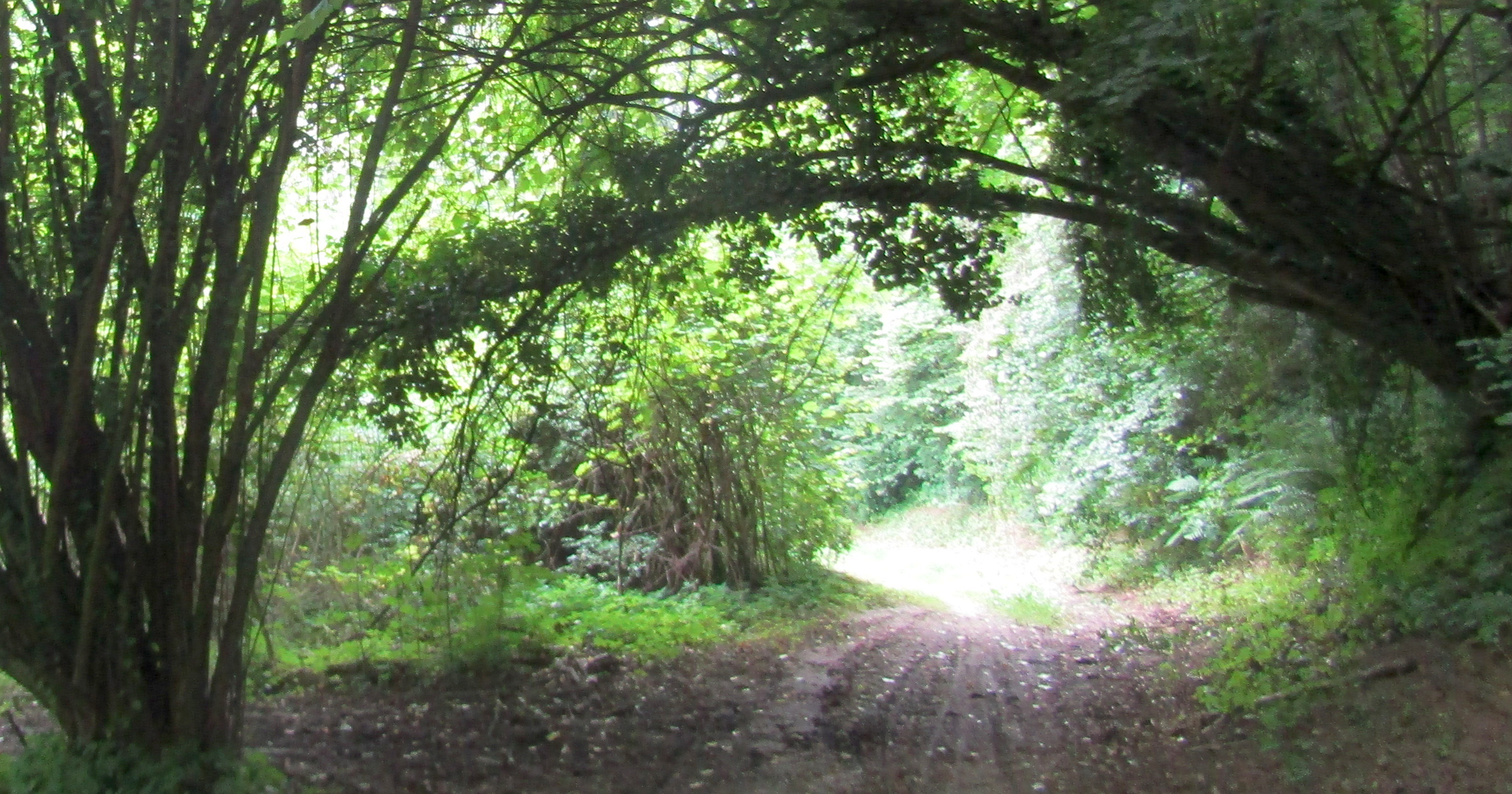
Noccioli a galleria nella c.d. "Valle della Morte"

Sono presenti nel territorio della riserva numerose specie animali: nel sottobosco è possibile rintracciare scoiattolo, moscardino, lepre, volpe e riccio, mentre nelle zone umide quali il lago Blu si ritrovano vari anfibi e libellule.
Upupa, picchio, ghiandaia e gruccione sono invece alcuni degli uccelli presenti nel parco.

## Geologia

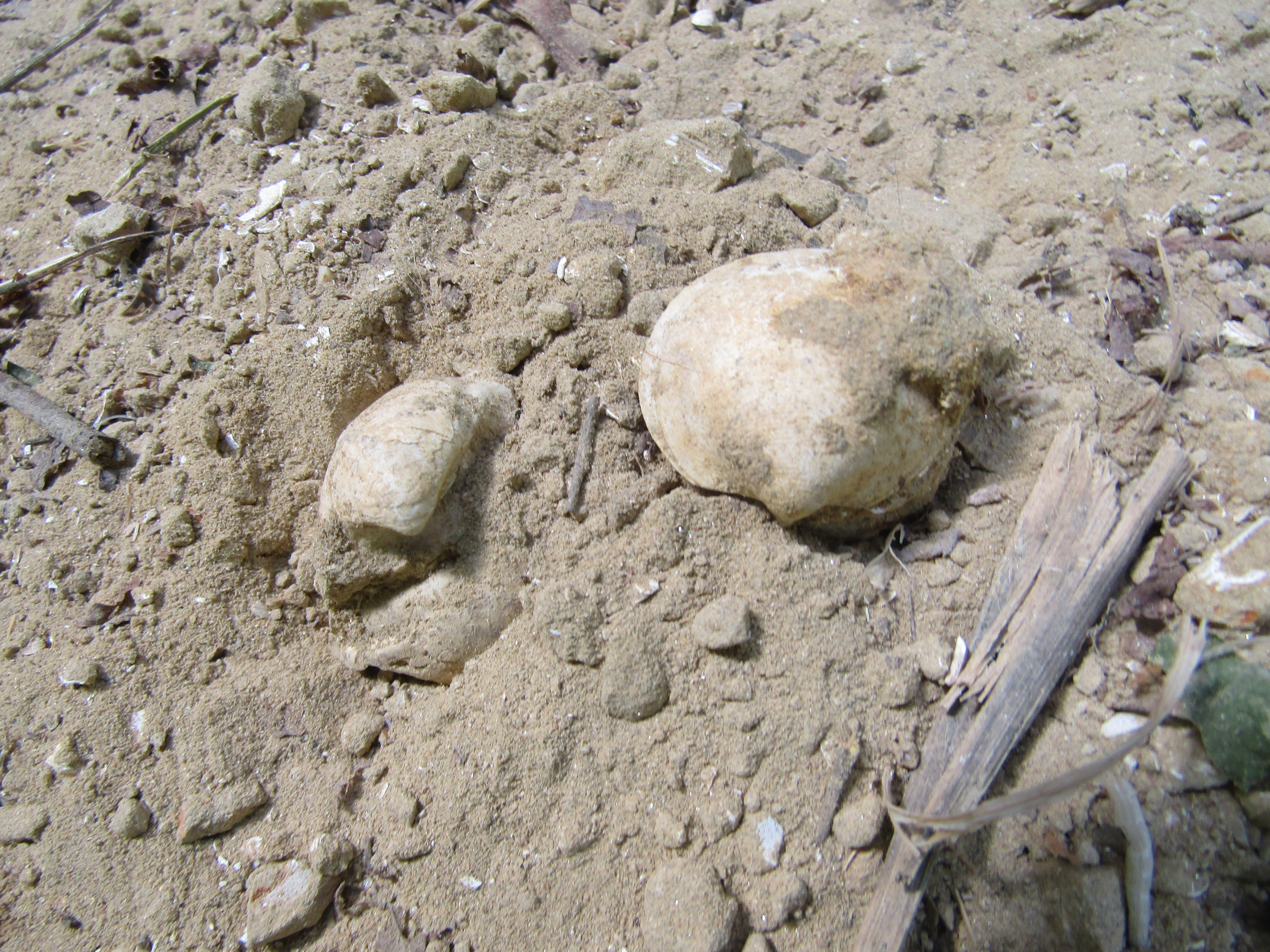
Bivalvi fossili in Val Sarmassa

L'area della riserva rientra nel Bacino Pliocenico Astigiano; conchiglie marine fossili sono facilmente rinvenibili nei numerosi  affioramenti argillosi e sabbiosi.

## Storia
L'area deve il suo nome al popolo dei Sarmati che nell'antichità visse in questi luoghi; abitata dapprima da popolazioni preistoriche, la cui presenza è testimoniata dal ritrovamento in zona di oggetti in pietra, l'area fu poi occupata da tribù celto-liguri e dai suddetti Sarmati, in seguito conquistati dai Romani.